# Чешский технический университет
Чешский технический университет в Праге (ČVUT) (чеш. České vysoké učení technické v Praze) — университет в Праге, старейший технический университет Центральной Европы и старейший гражданский технический вуз мира. Основан в 1707 году австрийским императором Иосифом I.
Чешский технический университет является одним из крупнейших в Чешской республике — по состоянию на 2019 год в его стенах обучается 17 229 студентов. Преподавание ведется на чешском и английском языках. Среди выпускников можно найти множество европейских ученых: Кристиан Доплер, Владимир Прелоги и другие.
Основной кампус университета находится в Праге, в районе Дейвице. Решение строить здесь пространства для высших учебных заведений было принято в 1920-х годах при Первой Чехословацкой Республике, позже оно было воплощено в жизнь по проекту Антонина Энгеля. В сентябре 2009 года на территории университета была открыта Национальная техническая библиотека.
Все факультеты предоставляют для студентов и сотрудников доступ к интернету посредством WiFi, на территории университета действует проект Eduroam.
Университет тесно сотрудничает с многими компаниями, в числе которых Toyota, Skanska, Bosch, Siemens, Honeywell, GE, Rockwell, ABB Group, McKinsey, DaimlerChrysler, Škoda Auto, Ericsson, Vodafone и многие другие.

## История
Прага традиционно была центром инженерного дела, техническое образование имеет долгие традиции в Богемии. История технического университета в Праге восходит к 1707 году, таким образом, он является старейшим гражданским техническим университетом в мире.
В 1707 году в Праге была основана «Сословная инженерная школа» (чеш. stavovská inženýrská škola). Постепенно она была преобразована сначала в техническое училище, потом в 1803 году в политехнический институт. Это событие связано с именем профессора Пражского университета Франтишка Йозефа Герстнера, образцом для него была политехническая школа в Париже.
Герстнер стал первым директором нового института, из стен которого вышли знаменитые инженеры: сын Герстнера Франтишек Антонин, Ян Пернер. Механику преподавал Ян Божек.
В 1863 году институт получил статус высшего учебного заведения, а через два года был разделён на чешскую и немецкую часть. В 1870-х годах было построено новое здание на Карловой площади архитектором Игнацем Ульманом. В августе 1879 года последовали организационные изменения, в том числе было изменено название на «Чешская высшая техническая школа в Праге» (чеш. Česká vysoká škola technická v Praze). В 1901 году учебное заведение получило право присваивать звание доктора технических наук.
Современное название появилось в 1920 году, когда университет объединял 7 высших учебных заведений; после 1945 года некоторые из них стали самостоятельными.
- Франтишек Йозеф Герстнер

В стенах университета работали многие известные люди, такие как Кристиан Доплер, профессор математики и практической геометрии, с 1837 до 1847 года. 25 мая 1842 года он опубликовал в Праге статью «О цветном свете двойных звезд и некоторых других звезд на небесах», ставшую наиболее известной его работой, описывающей зависимость частоты колебаний, воспринимаемых наблюдателем, от скорости и направления движения источника волн и наблюдателя относительно друг друга. Это явление впоследствии было названо его именем («эффект Доплера»).
По инициативе профессора Франтишка Герстнера в 1806 году учебное заведение было преобразовано в Пражскую политехническую школу, прообразом которой стала Политехническая школа в Париже.

## Факультеты
- Строительный факультет (Fakulta stavební, FSv)
- Машиностроительный факультет (Fakulta strojní, FS)
- Электротехнический факультет[4] (Fakulta elektrotechnická, FEL)
- Факультет ядерной физики (Fakulta jaderná a fyzikálně inženýrská, FJFI)
- Архитектурный факультет (Fakulta architektury, FA)
- Транспортный факультет (Fakulta dopravní, FD)
- Факультет биомедицинской инженерии в городе Кладно (Fakulta biomedicínského inženýrství, FBMI)
- Факультет информационных технологий (Fakulta informačních technologií, FIT)

### Прочие подразделения университета
институты:
- институт имени Клокнера (Kloknerův ústav, KÚ)
- институт высших исследований имени Масарика (Masarykův ústav vyšších studií, MÚVS)
- институт физического развития и спорта (Ústav tělesné výchovy a sportu, ÚTVS)

другие подразделения университета:
- Информационный и вычислительный центр (Výpočetní a informační centrum, VIC)
- Центр технологий и инноваций (Technologické a inovační centrum, TIC)
- Институт технической и экспериментальной физики (Ústav technické a experimentální fyziky ČVUT, ÚTEF)
- Отдел инвестиций и строительной деятельности (Útvar výstavby a investiční činnosti ČVUT, ÚVIČ)
- Центральная библиотека (Ústřední knihovna ČVUT, ÚK)
- Ректорат (Rektorát ČVUT, RČVUT)
- Управление общежитиями и столовыми (Správa účelových zařízení, SÚZ)
- Издательство «Чешская техника» (Česká technika, CTN)

В 1987 году в собственность университета перешла Вифлеемская часовня, которая с тех пор используется для проведения торжественных мероприятий и имматрикуляции студентов.

## Обучение и стажировка за рубежом
Университет имеет ряд соглашений с зарубежными ВУЗами и участвует в международных программах Erasmus и Leonardo. Значительная часть образовательных программ доступна на английском языке.

## Общежития
Главный кампус университета расположен в районе Дейвице. Основные общежития находятся в районе Страгов, Прага 6 (более 5,5 тысяч мест), что в 11 минутах автобусом от главного кампуса. Имеются общежития и в других районах. Общее число мест в общежитиях ЧТУ — более 8 тысяч.
Во всех общежитиях студентам предоставлен доступ к сети Интернет на фактической скорости 100 Мбит/с посредством членства в студенческих клубах, крупнейшим из которых является Silicon Hill, членами которого являются более 4 тысяч студентов, проживающих в общежитиях ЧТУ в районе Страгов.

## Известные студенты, выпускники и профессора
- Авенариус, Николай Александрович (1897—1983) — инженер-геодезист, русский эмигрант, участник Белого движения, автор мемуаров.
- Баллинг, Карл (1805—1868) — профессор химии, ректор (1865—1866)
- Франтишек Бегоунек (1898—1973) — учёный-радиолог
- Блажичек, Олдржих (1887—1953) — чешский художник-пейзажист
- Визенталь, Симон (1908—2005) — архитектор и общественный деятель, «охотник за нацистами»
- Вилимек, Йозеф Рихард (1835—1911) — писатель, журналист, издатель, депутат чешского сейма
- Гавличек, Ярослав (1896—1943) — писатель, важный представитель чешской психологической прозы
- Герстнер, Франц Антон фон (1796—1840) — автор проекта и строитель конно-железной дороги от Ческе-Будеёвице до Линца; руководитель строительства Царскосельской железной дороги
- Гофман, Властислав (1884—1964) — чешский художник, график, сценограф, архитектор, урбанист, теоретик архитектуры
- Гусак, Отакар (1885—1964) — чехословацкий военный и государственный деятель, министр национальной обороны Чехословакии (1920—1921), генерал.
- Зитек, Йозеф (1832—1909) — архитектор
- Капек, Антонин (1922—1990) — политик КПЧ.
- Квасил, Богумил (1920—1985) — чешский учёный в области электроники, академик, президент Чехословацкой АН.
- Крейчий, Ян (1825—1887) — чешский географ и геолог
- Кршижик, Франтишек (1847—1941) — инженер-электротехник, промышленник, изобретатель
- Кристиан Доплер (1803—1853) — профессор математики
- Комарек, Юлиуш (1892—1955) — учёный, зоолог и энтомолог, писатель, педагог. Профессор. Доктор наук.
- Коржистка, Карл фон (1825—1906) — географ и геодезист
- Майкснер, Петр (1831—1884) — чешский живописец
- Магомедов, Ахмед-Наби Идрисович (1897—1961) — профессор, общественный деятель и учёный дагестанского происхождения, председатель Северокавказского национального комитета.
- Мерунка, Войтех (род. 1967) — чешский лингвист, создатель межславянского языка
- Франц Мюллер — учёный-геодезист, ректор.
- Нарожны, Петр (род. 1938) — актёр театра, кино и телевидения
- Генрих Опенский (1870—1942) — польский композитор.
- Прелог, Владимир (1906—1998) — лауреат Нобелевской премии 1975 года по химии
- Пулюй, Иван Павлович (1845—1918) — профессор физики, один из основателей медицинской рентгенологии
- Салаба, Август (1840—1894) — учёный, инженер-механик, изобретатель, профессор, ректор Чешского технического университета (1878—1879; 1883—1884).
- Сернец, Душан (1882—1952) — югославский словенский политик, представитель короля в переходном югославском правительстве 1945 года
- Славик, Альфред (1847—1907) — геолог, ректор.
- Шкода, Эмиль (1839—1900) — чешский инженер и предприниматель, основатель крупнейшего машиностроительного завода Škoda в г. Пльзень
- Покорный, Карел (1891—1962) — чешский скульптор, Народный художник ЧССР, Лауреат Государственной премии ЧССР
- Файфр, Ярослав (1883—1974) — генерал, командующий ВВС Чехословакии в конце 1930-х годов.
- Фрич, Антонин (1832—1913) — профессор, палеонтолог, зоолог
- Шморанц, Густав (1858—1930) — театральный деятель, режиссёр, писатель, переводчик, художник, директор Национального театра в Праге
- Шморанц, Франтишек (младший) (1845—1892) — архитектор, первый директор Высшей школы прикладного искусства в Праге.
- Энгель, Антонин (1879—1958) — архитектор, градостроитель, теоретик архитектуры, преподаватель, ректор Чешского технического университета (1939 год), автор плана развития района Праги «Дейвице»